# AGM-28 Hound Dog
Il North American Aviation AGM-28 Hound Dog era un missile nucleare (precisamente termonucleare) aria-terra (AGM, acronimo di Air to Ground Missile) statunitense, in servizio a partire dagli anni sessanta fino al 1975.
La designazione di fabbrica del progetto era GAM-77, ma fu ribattezzato Hound Dog a causa di una contemporanea canzone di successo di Elvis Presley.
L'Hound Dog, pur progettato per essere lanciato dai B-52, era un'arma ingombrante anche per il gigantesco bombardiere, con i suoi 13 m di lunghezza e 4.350 kg di peso. A causa di ciò era stato previsto che il missile potesse essere usato per coadiuvare gli 8 turbofan del B-52 in fase di decollo, infatti il carburante consumato in tale maniera, poteva essere reinserito dal bombardiere nel serbatoio del missile.
Il motore turbogetto Pratt & Whitney J52 che equipaggiva l'AGM-28, poteva spingerlo ad una velocità di Mach 2.1 (circa 2600 km/h) per una gittata massima di 1100 km.
La testata termonucleare trasportata, da 790 kg, poteva avere una potenza tra i 500 kT e i 4 MT.
Di Hound Dog ne sono stati prodotti circa 700, e ad esempio nel 1963 erano in servizio attivo addirittura 593 esemplari; tutti erano in forza allo Strategic Air Command (SAC) statunitense.